# Мацзу
Мацзу або Матсу — китайська морська богиня, також відома під кількома іншими іменами та титулами. Вона є обожненою формою легендарної постаті Лінь Мо або Лінь Монян, фуцзянської шаманки, тривалість життя якої традиційно датують з 960 по 987 рік. Шанована після її смерті як божество-покровитель моряків, включаючи рибалок і моряків, її поклоніння поширилося в прибережних регіонах Китаю та закордонних китайських громадах по всій Південно-Східній Азії та навіть у Сполучених Штатах, де деякі мацзуїстські храми пов'язані з відомими тайванськими храмами. Вважалося, що вона блукає морями, захищаючи своїх віруючих чудесним втручанням. Зараз віруючі вважають її могутньою і доброзичливою Царицею Неба. Поклоніння Мацзу популярне на Тайвані, оскільки велика кількість ранніх іммігрантів на Тайвань були людьми Хокло; її храмовий фестиваль є великою подією в країні, з найбільшими святкуваннями навколо її храмів у Дацзя та Бейганг.

## Імена та назви

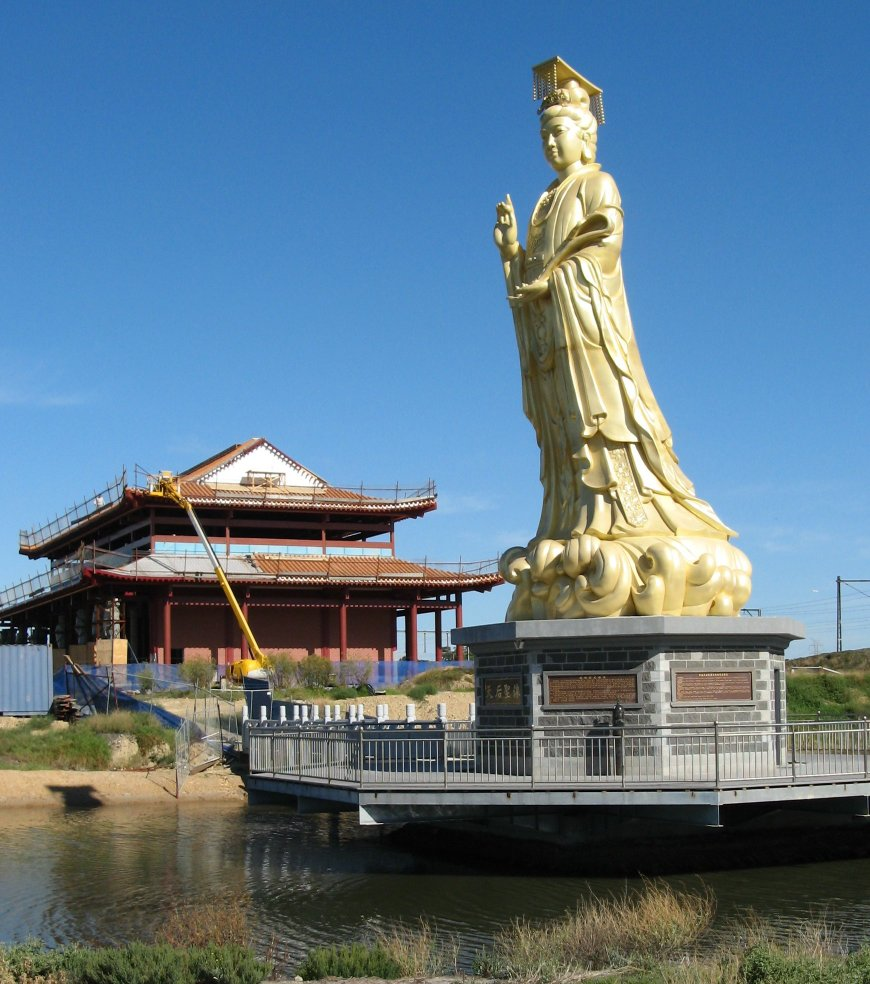
Статуя Мацзу у храмі Небесної Цариці у Футскрей, штат Вікторія

На додаток до Мацзу або Ма-тсу, що означає «предок по материнській лінії» «мати», «бабуся» або «бабуся», Лінь Монян поклоняються під різними іншими іменами і назвами:
- Мацзупо («бабуся Мацзу»),[7][2] популярне ім'я у Фуцзяні[7][2]
- А-Ма, також пишеться Ах-Ма («Мати» або «Бабуся»), популярне ім'я в Макао[8]
- Лінхуей Фурен[7] («Леді нумінозної благодаті»), офіційний титул, присвоєний у 1156 році.[7][9]
- Лінхуей Фей[7] («Принцеса великої благодаті»), офіційний титул, присвоєний у 1192 році.[7]
- Тіанфей («Принцеса Неба»),[2][10] повністю Huguo Mingzhu Tianfei[7] («Осяйна Принцеса Неба, яка захищає націю»), офіційний титул, присвоєний у 1281 році.[7][11]
- Huguo Bimin Miaoling Zhaoying Hongren Puji Tianfei («Небесна принцеса, яка захищає націю та притулок для людей, дивовижного Numen, блискучого резонансу, великодушної доброти та загального порятунку») — офіційний титул, присвоєний у 1409 році.[9]
- Тяньхоу (天后, буквально означає: «Королева/Імператриця Неба»),[3] офіційний титул, присвоєний у 1683 році.[11]
- Tianshang Shengmu («Свята Небесна Мати»; титул використовується переважно на Тайвані)[11] або Tianhou Shengmu (титул використовується переважно в Китаї, Гонконзі та В'єтнамі)
- Tongxian Lingnü («Гідна та ефективна леді»)[12]
- Шенну («Божественна жінка»)[13]
- Zhaoxiao Chunzheng Fuji Ganying Shengfei[7] («Свята принцеса ясного благочестя, чистої віри та корисної відповіді»), офіційний титул, присвоєний під час правління імператора Хунву Мін.[7]

Хоча в багатьох храмах Мацзу вшановують її титули Тяньхоу та Тяньфей, стало звичаєм ніколи не молитися їй під цими іменами під час надзвичайної ситуації, оскільки вважалося, що, почувши один із її офіційних титулів, Мацзу могла відчути себе зобов'язаною доглядати та одягатися як слід перед отриманням петиції. Вважалося, що молитви, які закликають її як Мацзу, відповідають швидше.

## Історія

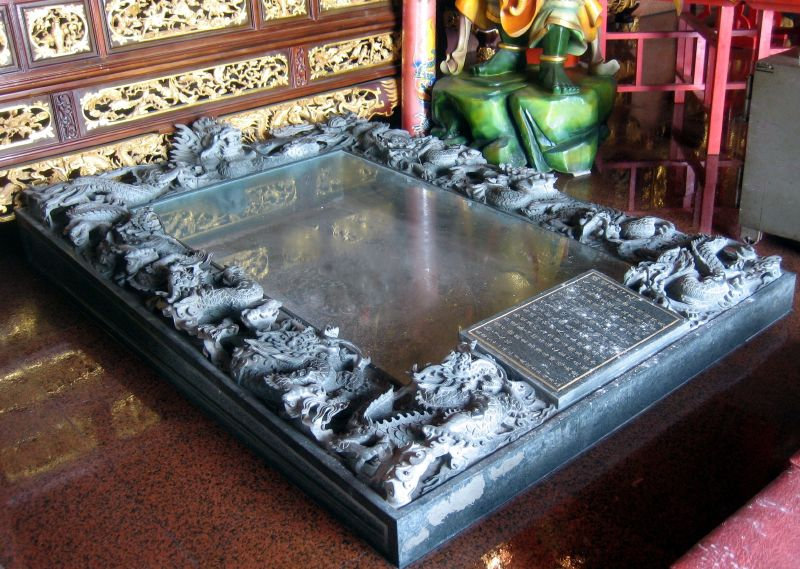
Можлива могила Лінь Моняна в Нангані на островах Мацзу

Дуже мало відомо про історичну Лінь Моняна. Очевидно, вона була шаманкою з невеликого рибальського села на острові Мейчжоу, що є частиною округу Путянь у Фуцзяні, наприкінці 10 століття. Проте, ймовірно, вона жила не там, а на сусідньому острові. У цю епоху Фуцзянь був сильно перетворений через напливи біженців, які тікали від вторгнень у північний Китай, і культ Мацзу — це форма, яка може являти собою гібридизацію китайської та місцевої культури. Найдавніша згадка про її культ датується двома століттями пізніше, це напис 1150 року, у якому згадується, що «вона могла передвіщати удачу та невдачу людини», і що «після її смерті люди спорудили для неї храм на її рідному острові».

## Легенда
Легенди про життя Лінь Моньяна були широко розповсюджені до 12 століття.
Кажуть, що вона народилася під час правління воєначальника Цюаньчжоу Лю Конгсяо (d . 962), у Мінському королівстві, що з часом розвинулося в особливу дату 23-го дня третього місяця китайського місячного календаря 960 року, перший рік Сун. За Пізнього Мінь у Великій колекції трьох вчень Походження, розвитку та дослідження божественного (三教源流搜神大全, Sānjiào Yuánliú Sōushén Dàquán), однак, відносить її народження набагато раніше, 742 року.
Ранні джерела говорять про неї як про «міс Лін»; її ім'я Мо («Мовчазна») або Монянг («Мовчазна дівчина») з'явилося пізніше. Кажуть, що це було обрано, коли вона не плакала під час народження або протягом першого місяця після; вона залишалася тихою і задумливою дитиною аж до чотирьох років. Кажуть, що вона була шостою або сьомою дочкою Лінь Юань (林願). Зараз його зазвичай згадують як одного з місцевих рибалок, хоча видання «Записів дослідження Божества» 1593 року зробило його головним військовим інспектором Путяня. Сім'я була корисною та популярною у своєму селі. Пізні легенди, які мали на меті виправдати присутність Мацзу в буддистських храмах, стверджували, що її батьки молилися Ґуаньїнь про сина, але отримали ще одну дочку. Згідно з однією версією, її матері приснилося, як Ґуаньїнь дає їй чарівну пігулку, щоб викликати вагітність, і прокинулася, щоб знайти таблетку все ще у своїй руці; замість того, щоб народитися звичайним способом, Мацзу вистрілила від своєї матері при народженні у вигляді ароматного спалаху червоного світла. Кажуть, що Ґуаньїнь була особливо віддана Мацзу або навіть була втіленням як Мацзу; зі свого боку кажуть, що Мацзу була зачарована статуєю Ґуаньїнь у храмі, який вона відвідувала в дитинстві, після чого стала палкою буддисткою.
Зараз часто кажуть, що вона вивчала релігійну літературу, засвоївши Конфуція на 8 і основні буддійські сутри на 11. Розповідь про благословення, відкриті Принцесою Неба (t 天妃顯聖錄, s 天妃显圣录, Tiānfēi Xiǎnshèng Lù), зібрані її ймовірними нащадками Лінь Яоюй (t 林堯俞, s 林尧俞, Lín Yáoyú ; fl. 1589) і Лін Ліньчан (林麟焻, Lín Línchàng ; fl. 1670) стверджувала, що, будучи ще дівчинкою, її відвідав даоський майстер (в іншому місці буддистський монах) на ім'я Сюантун (玄通, Xuántōng), який визнав її природу Будди. До 13 років вона опанувала книгу знань, яку він їй залишив (玄微袐法, Xuánwēi Bìfǎ), і отримала здатність бачити майбутнє та відвідувати місця духом без подорожей. Вона також могла проявляти себе на відстані і використовувала цю силу, щоб відвідувати сади в навколишній місцевості, хоча вона запитувала дозволу власників, перш ніж збирати квіти додому. Незважаючи на те, що вона почала займатися плаванням лише у відносно пізньому віці 15 років, незабаром вона досягла успіху в цьому. Кажуть, що вона стояла на березі в червоному одязі, щоб направляти рибальські човни додому, незважаючи на сувору чи небезпечну погоду. Вона зустріла даоського безсмертного біля фонтану у шістнадцять років і отримала амулет або дві бронзові таблички, які вона перекладала або використовувала для вигнання демонів, зцілення хворих і запобігання лихам. Також кажуть, що вона викликає дощ під час посухи.
Основна легенда Мацзу стосується того, як вона врятувала одного або кількох членів своєї родини, коли вони були спіймані на березі моря під час тайфуну, як правило, коли їй було 16 років. Виявляється в кількох формах. В одному з них жінки вдома боялися, що Лінь Юань і його син загинули, але Мацзу впала в транс, коли ткала на своєму верстаті. Її духовна сила почала рятувати чоловіків від потоплення, але мати розбудила її, змусивши її кинути брата в море. Батько повернувся і розповів іншим селянам про диво; ця версія історії збереглася на фресках у Фентін у Фуцзяні. Один із варіантів полягає в тому, що її брати були врятовані, а її батько загинув; потім вона витратила три дні та ночі на пошуки його тіла, перш ніж знайти його. Інша версія полягає в тому, що всі чоловіки благополучно повернулися. Інша — Мацзу молилася Ґуаньїнь; інша, що вона спала та допомагала своїй родині через свій сон. Ще одна — те, що човнами керували чотири її брати, і що вона врятувала трьох із них, з'єднавши їхні човни разом, а старший загинув через втручання її батьків, які прийняли її транс за напад і розбудили її.
У попередніх записах Мацзу померла неодруженою у віці 27 або 28 років (її безшлюбність іноді приписували обітниці, яку вона дала після втрати брата в морі). Дата її смерті врешті-решт стала конкретною датою подвійного дев'ятого фестивалю в 987 році, зробивши її 27 за західним підрахунком і 28 за традиційним китайським датуванням. Кажуть, що вона померла під час медитації, хоча в деяких джерелах вона не померла, а піднялася на гору сама і піднеслася на небо як богиня у промені яскравого світла. В інших вона померла, протестуючи проти небажаних заручин. Ще іншому вважає її смерть 16-річною, кажучи, що вона потонула після того, як виснажила себе в невдалій спробі знайти свого втраченого батька, підкреслюючи її доньчину шанобливість. Потім її тіло викинуло на берег острова Нанган, де зберігається могила, яка, як кажуть, належить їй.

## Міфи

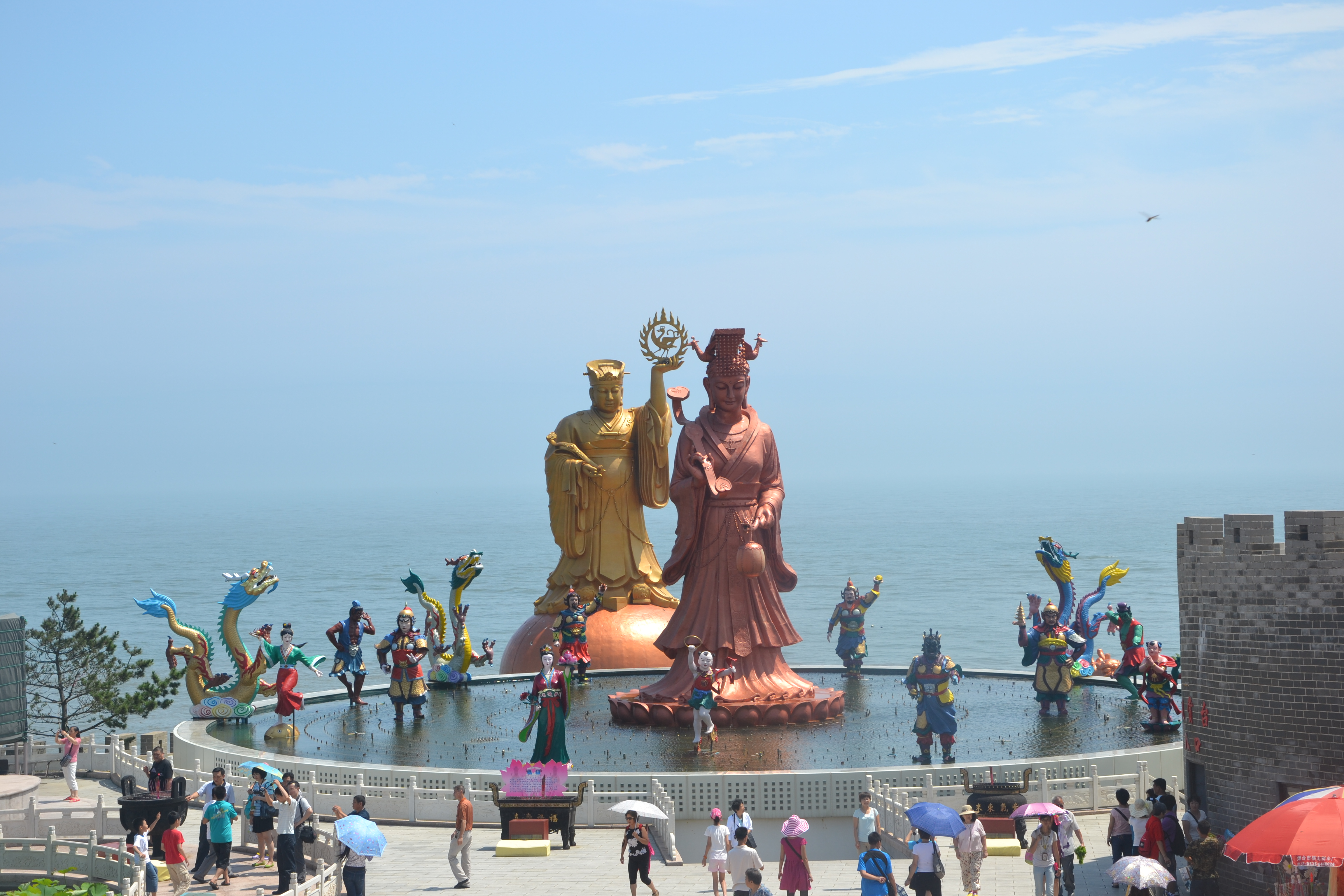
Статуя Мацзу (у центрі), що несе ліхтар і церемоніальну табличку Ху, у Вейхаї

Крім легенд, що оточують її земне життя, Мацзу фігурує в ряді китайських міфів.
В одному демони Цяньліян («Тисячомильне око») і Шуньфен'ер («Вухо, що слідує за вітром») закохалися в неї, і вона визнала, що одружиться з тим, хто переможе її в бою. Однак, використовуючи свої навички бойових мистецтв, вона підкорила їх обох і, подружившись, найняла їх як своїх генералів-опікунів.
У книзі даоського канону (t 太上老君說天妃救苦靈驗經, s 太上老君说天妃救苦灵验经, Tàishàng Lǎojūn Shuō Tiānfēi Jiùkǔ Língyànde Jang), Нефритова Жінка Дивовижних Справ (妙行玉女) — це зірка з Великої Ведмедиці, принесена на землю Лаоцзюнем, божественною формою Лао-цзи, щоб показати своє співчуття до тих, хто може загубитися в морі. Вона втілена як Мацзу і клянеться не тільки захищати моряків, але й контролювати всі аспекти життя та смерті, надаючи допомогу кожному, хто може звернутися до неї.

## Спадщина

### Богослужіння
Одягнена в червоне, вона демонструє свою божественну силу. На четвертому році періоду Сюаньхе імператора Хуйцзуна з династії Сун, із циклічними знаками жень інь (1122), наглядовий секретар Лу Юнді отримав наказ вирушити з місією до Кореї. По дорозі Східним морем він натрапив на ураган. Із восьми кораблів сім зазнали аварії. Тільки корабель Лу не перекинувся під розбурханими хвилями. Коли він палко молився до неба про захист, то побачив, як над щоглою з'явилася богиня. Одягнена в червоне, вона сиділа нерухомо в офіційній манері. Лу схилявся й благав захисту. Посеред вируючого моря вітер і хвилі раптово вщухли, так що Лу був врятований. Після повернення з Кореї він розповів усім свою історію. Джентльмен, який охороняє справедливість, Лі Чжень, чоловік, який тривалий час відвідував (Шен)дунь, розповів йому все про милосердні прояви святої принцеси. Лу сказав: «У цьому світі тільки мої батьки завжди виявляли нескінченну доброту. І все ж, коли в ході мого бродяжницького життя я ледь не підійшов до краю смерті, навіть мої батько й мати, незважаючи на їхню безмежну батьківську любов, не змогли мені допомогти, тоді як божественна дівчина, просто дихаючи, змогла дотягнися до мене. Того дня я справді отримав дар відродження». Коли Лу звітував про свою місію при дворі, він вшанував пам'ять про милостивий прояв богині. Він отримав наказ дозволити використовувати слова «Плавний перехід» на храмовій табличці, сплачувати податки з храмових полів і робити храмові жертви в Цзянкоу.
Мацзуїзм вперше засвідчено в Хуан Гонду прибл. 1140 вірш «Про святилище гладкого переходу» (t 順濟廟, s 顺济庙, Shùnjì Miào), у якому її розглядали як чорну та оманливу шаманку, подальший вплив якої було незрозумілим. Зазначає, що її шанувальники танцювали і співали разом і з дітьми Незабаром після цього Ляо Пенфей (廖鵬飛) напис 1150 року в селі Нінхай (нині село Цяоду) у Путяні був більш шанобливим. У ньому йдеться, що «після її смерті люди спорудили для неї храм на її рідному острові» і що Храм Священного кургану (t 聖墩廟, s 圣墩庙, Shengdūn Miào) був вирощений у 1086 році після того, як деякі люди в Нінхай побачили, що він світиться, виявили дивовижний старий пліт або пень і пережили видіння «богині Мейцжоу». Ця споруда була перейменована в Храм Плавного Перетину імператором Хуейцзуном із Сун у 1123 році після того, як його посланник Лу Юнді (路允迪, Lù Yǔndí) був дивом врятований під час шторму роком раніше під час подорожі офіційної місії віддати шану двору Корьо після смерті його короля Єджона і замінити династію Ляо як офіційних сюзеренів, надавши його наступнику Інджону.
Згодом поклоніння їй поширилося: Лі Цзюньфу Путянь Біші на початку 13 століття описує храми в Мейчжоу та в Цяодоу, Цзянкоу та Байху. До 1257 року Лю Кечжуан зазначив, що «у великих ринкових містах і малих селах Путяня є… святилища принцеси» і що вони поширилися до Фентінга на півдні. До кінця Сун існувало принаймні 31 храм Мацзу, які сягали принаймні Шанхаю на півночі та Ґуанчжоу на півдні.
— Адмірал Чжен Хе та його сподвижники (напис Чанґле, початок XV ст.) про те, як спостерігали божественний ліхтар богині, який являв природні явища Вогні святого Ельма 
Коли мацзуїзм поширювався, він почав поглинати культи інших місцевих шаманок, таких як дві інші з «Трьох принцес» Сянью і навіть деяких менших морських і сільськогосподарських богів, включаючи Лю Мяна і Чжана Небесного Вчителя. У 12 столітті вона вже стала опікуном жителів Цяоду, коли вони страждали від посухи, повені, епідемії, піратства або грабежу. Вона захищала жінок під час пологів і сприяла зачаттю. Будучи покровителькою морів, її храми були одними з перших, зведених прибулими за кордоном китайцями, оскільки вони віддавали їм подяку за свій безпечний шлях. Незважаючи на своє ісламське виховання, адмірал Мін і дослідник Чжен Хе приписував Мацзу захист однієї з його подорожей, що спонукало до нового титулу в 1409 році. Він протегував храмам Мацзу в Нанкіні та переконав імператора Юнле побудувати міський палац Тяньфей; завдяки своєму імперському патронату та видатному розташуванню в південній столиці імперії, це довгий час було найбільшим і найвищим за статусом центром мацзуїзму в Китаї. Під час опору Південного Мін проти Цін Мацзу приписували допомогу армії Коксінґи у захопленні Тайваню у голландців; пізніше було сказано, що вона особисто допомогла деяким із людей Ши Ланга в розгромі Лю Госюаня під Пенху в 1683 році, поклавши край незалежному королівству нащадків Косінги та поставивши Тайвань під контроль Цін. Палац князя Мін Чжу Шугуя було перетворено на Великий храм Мацзу Тайнаня, перший, який носить її новий титул «Небесна імператриця».
У пізньому імперському Китаї моряки часто носили з собою опудала Мадзу, щоб забезпечити безпечні переходи. Деякі човни все ще несуть маленькі святині на своїх носах. Обереги Мацзу також використовуються як ліки, в тому числі як мазі від пухирів на ногах. Ще в 19 столітті цінський уряд офіційно приписав її божественному втручанню свою перемогу над французами в районі Даньшуй у 1884 році під час Франко-китайської війни та особливо вшановував її міський храм, який служив генералом Сунь Кайхуа російський штаб під час боїв. Коли війська США бомбардували Тайвань під час Другої світової війни, Мацзу, як казали, перехоплювала бомби та захищала людей.

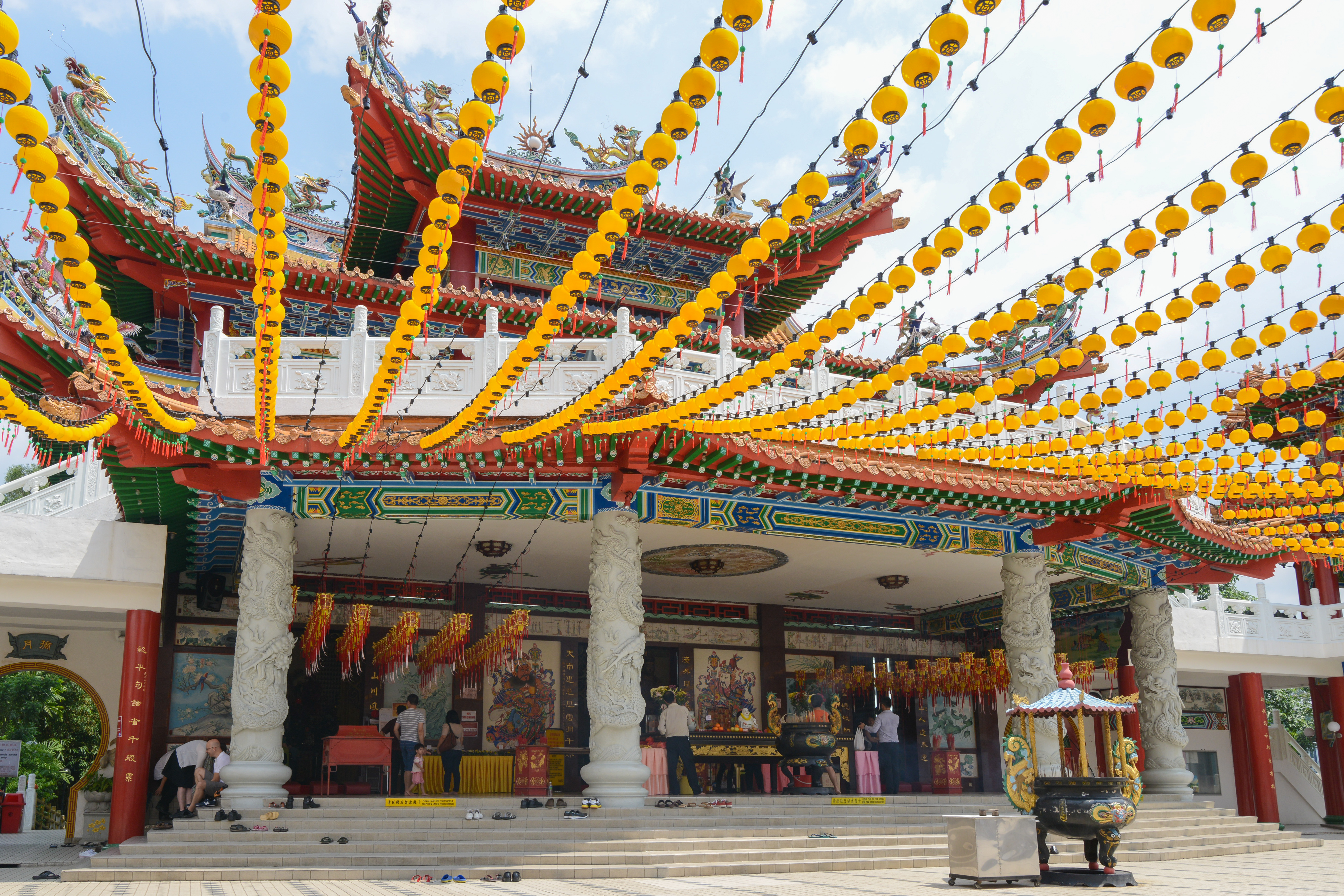
Храм Теан Хоу в Куала-Лумпурі, Малайзія

Сьогодні мацзуїзм практикують приблизно в 1500 храмах у 26 країнах по всьому світу, в основному в Сіносфері або в заморських китайських громадах, таких як переважно Хоккієнські Філіппіни. З цих храмів майже 1000 розташовані на Тайвані, що вдвічі перевищує 509 храмів, зареєстрованих у 1980 році, і більш ніж у десяток разів перевищує кількість, зареєстровану до 1911 року. Ці храми зазвичай зареєстровані як даоські, хоча деякі вважаються буддистськими. У Гонконзі понад 90 храмів Мацзу. У материковому Китаї мацзуїзм офіційно класифікується як культ поза буддизмом і даосизмом, хоча численні буддистські та даоські храми містять її святині. Її поклоніння, як правило, дозволено, але не заохочується, оскільки більшість збережених храмів зосереджено навколо Путяня у Фуцзяні. Включно з двадцятьма на острові Мейчжоу, більше сотні є в префектурі та ще 70 в інших місцях провінції, переважно в поселеннях уздовж узбережжя. Є понад 40 храмів у Гуандуні та Хайнані та більше 30 у Чжецзяні та Цзянсу, але багато історичних храмів зараз розглядаються як музеї та управляються місцевими парками або культурними агентствами. З початку 2000-х було дозволено паломництво з Тайваню до храмів у Фуцзяні, зокрема до храму в Йончуні, де тайванському храму Синган Мацзу було дозволено відкрити храм-філію. Храм А-Ма на острові Макао є ймовірним джерелом його назви португальською та англійською мовами; історичний і охоронюваний храм Тін-Хау, Козвей-Бей у Гонконзі є джерелом назви району Тін-Хау від кантонської вимови одного з титулів Мацзу, «Імператриця Неба». Храм Мацзу в Мельбурні є найбільшим китайським храмом в Австралії.
Сабах офіційно запустив великий проєкт із будівництва найвищої у світі статуї Мацзу в Танджунг Сімпанг Менгаяу в Кудаті, Борнео. Статуя мала бути 10-поверховою, але її скасували через протести мусульман у Сабаху та політичне втручання. За його відсутності найвища статуя богині у світі становить 42,3-метра (139 фут) Мацзу в Тяньцзіні, яка була зведена у 2012 році.
Неофіційні центри паломництва для віруючих Мацзу включають острів Мейчжоу, храм Чженьлань у Тайчжуні на Тайвані та храм Сянлян у гавані Сянлян, Путянь. Разом з островом Мейчжоу храм Сяньлян вважається найсвятішим місцем для Мацзу, чия передбачувана смерть сталася на березі моря в гавані Сяньлян. Щороку в жовтні в пам'ять про цю легендарну подію влаштовується церемонія, у якій беруть участь паломники з різних провінцій Китаю та з Тайваню.

### Паломництва
Основним храмовим святом у мацзуїзмі є традиційний день народження Лінь Монянга, який припадає на 23-й день 3-го місяця за китайським місячним календарем. На Тайвані є два великих паломництва, здійснених на її честь, паломництво Дацзя Мацзу та паломництво Байшатун Мацзу. На обох фестивалях паломники проходять понад 300 кілометрів, щоб перенести носилки зі статуями богині між двома храмами. Ще один великий фестиваль відбувається навколо храму Тяньхоу в Лукані. Залежно від року свято Мацзу може припадати на середину квітня або аж на середину травня.
Річниця її смерті або передбачуваного вознесіння на небо також відзначається, як правило, на подвійний дев'ятий фестиваль (дев'ятий день дев'ятого місяця за місячним календарем).

### У мистецтві
Після її смерті Мацзу згадували як молоду жінку, яка носила червону сукню, коли блукала по морях. У релігійних статуях її зазвичай одягають у вбрання імператриці та прикрашають аксесуарами, такими як церемоніальна табличка ху та імператорська шапка з плоским верхом (міаньгуань) із рядами намистин (лю), що звисають спереду та ззаду. Її храми зазвичай захищають дверні боги Цяньліян і Шуньфен'ер. Вони відрізняються за зовнішнім виглядом, але часто є демонами: Цяньліян червоний із двома рогами та двома жовтими сапфіровими очима та Шуньфеньер зелений з одним рогом і двома рубіновими очима.
Lin Moniang (2000), другорядний фуцзянський телесеріал, був інсценуванням життя Мацзу як смертної. Мацзу (海之傳說媽祖, 2007) — тайванський анімаційний повнометражний фільм від компанії Chinese Cartoon Production Co., який зображує її життя як шаманки та богині. Директор з виробництва Тенг Чіао визнав обмежену привабливість для внутрішнього ринку: «Якби молодь була нашою основною цільовою аудиторією, ми б не розповідали історію Мацзу, оскільки вони не обов'язково цікавляться стародавньою легендою[;] вони також не мають лояльності до продукції, виготовленої на Тайвані». Натомість, «коли ви дивитеся на світові ринки, іноземні покупці завжди задають питання, що може найкраще представити Тайвань». Mazu з історією про «чарівну дівчину та двох милих помічників [дверні боги Мацзу — Цяньліян і Шуньфен'ер], приправлені сильним місцевим колоритом» — натомість було розроблено з наміром звернути увагу на міжнародні ринки, зацікавлені в Тайвані.

## Замітки
1. ↑  She may have been born on the mainland as well.[15]
2. ↑  This is sometimes mistakenly translated into English as "March 23", for example by Fuzhou University's overview of the Meizhou Temple.[17]
3. ↑  The coincidence of the date, only attested in late sources, is often doubted by modern scholars such as Clark.[18]